# چکن
چکن یکی از روستاهای استان آذربایجان شرقی است که در دهستان آتش‌بیگ قرانقو بخش نظرکهریزی شهرستان هشترود و در کنار رودخانه قرانقو واقع شده‌است.
این روستا به دلیل دارا بودن خاک حاصل خیز؛ دارای باغات و مزارع فراوانی می‌باشد و هر ساله محصولات کشاورزی فراوان و باکیفیتی را تولید میکند، از جمله سیب،گردو،زردآلو،هلو،آلوچه،گندم،نخود،...که سیب و گندم دو محصول اصلی این روستا میباشد .
این روستا به دلیل داشتن باغ های زیبا و و حاشیه سر سبز رودخانه قرانقو هر ساله در فصول بهار و تابستان از شهر های اطراف پذیرای مسافران و گردشگران بسیاری میباشد